# Rheingold (альбом Grave Digger)
Rheingold одинадцятий студійний альбом німецького хеві-метал гурту Grave Digger. Це концептуальний альбом написаний на основі опери Ріхарда Вагнера "Кільце Нібелунгів". Альбом вийшов у 2003 році.
Багато ліричних ліній представляють цитування або перефразування (переклад на англійську мову) з Вагнера. Музика також має випадкові мелодії з Вагнера, одна з найочевидніших - вступ до пісні "Dragon", яка є лейтмотивом до "Siegfried's Horn Call".

## Список композицій
Уся музика написана Болтендаль/Бекер/Катценбург/Шмідт; усі тексти - Болтендаль.
1. "The Ring"  – 1:48
2. "Rheingold"  – 4:02
3. "Valhalla"  – 3:48
4. "Giants"  – 4:37
5. "Maidens of War"  – 5:48
6. "Sword"  – 5:03
7. "Dragon"  – 4:07
8. "Liar"  – 2:46
9. "Murderer"  – 5:37
10. "Twilight of the Gods"  – 6:42
11. "Hero"  – 6:34
12. "Goodbye"  – 4:18

- Останні дві композиції є лише на обмеженому виданні альбому.

## Учасники
- Кріс Болтендаль - вокал
- Манні Шмідт - гітара
- Єнс Бекер - бас-гітара
- Штефан Арнольд - ударні
- Ханс H.P. Катценбург - клавішні